# Fondali dell'isola dello Stagnone di Marsala
Fondali dell'isola dello Stagnone di Marsala este o arie protejată (arie specială de conservare — SAC, sit de importanță comunitară — SCI) din Italia întinsă pe o suprafață de 3.442 ha, integral marine.

## Localizare
Centrul sitului Fondali dell'isola dello Stagnone di Marsala este situat la coordonatele 37°52′32″N 12°26′17″E / 37.875556°N 12.438056°E.

## Înființare
Situl Fondali dell'isola dello Stagnone di Marsala a fost declarat sit de importanță comunitară în septembrie 1995 pentru a proteja 1 specie de animale. Situl a fost protejat și ca arie specială de conservare în martie 2017.

## Biodiversitate
Situată în ecoregiunea mediteraneană, aria protejată conține 2 habitate naturale: Straturi cu Posidonia (Posidonion oceanicae), Bancuri de nisip acoperite în permanență slab de apă marină.
La baza desemnării sitului se află o specie protejată de  pești: Aphanius fasciatus
Pe lângă speciile protejate, pe teritoriul sitului au mai fost identificate 3 specii de plante, 4 specii de nevertebrate, 2 specii de pești.